# Teatrul Maria Filotti
El Teatrul Maria Filotti (Teatre Maria Filotti) és un teatre de Brăila, (Romania). El teatre va ser construït el 1896 amb el nom de "Teatrul Rally". El 1919 es va convertir en "Teatrul Comunal". El 1949 en "Teatrul de Stat Brăila - Galaţi" i el 1969 va obtenir el nom actual en honor de l'actriu romanesa Maria Filotti (1883-1956). Té 369 seients.